# ITIL
ITIL (tidligere akronym for Information Technology Infrastructure Library) er en justerbar struktur, som beskriver bedste fremgangsmåder for at levere kvalitetsservice i virksomheder i informationsteknologi (IT)-sektoren.
ITIL går ind i organisationsstrukturen og de faglige færdigheder for en IT-organisation ved at præsentere et udførligt sæt management-procedurer som en organisation kan benytte til at styre sine IT-operationer. Disse procedurer er leverandøruafhængige og er relevante for alle aspekter af en IT-infrastruktur.
Siden midten af 90'erne har ITIL været en verdensomspændende de facto-standard for IT Service Management og er ikke ulig Information Services Procurement Library (ISPL), Application Services Library (ASL), Dynamic Systems Development Method (DSDM) og Control Objectives for Information and related Technology (COBIT).
ITIL er publiceret i en række bøger som hver dækker et emne.
Navnene ITIL og IT Infrastructure Library er varemærker registreret af Office of Government Commerce (OGC), som er en afdeling af den britiske regeringsadministration.
Anbefalingerne i ITIL blev udviklet sent i 1980'erne af det britiske Computer and Telecommunications Agency (CCTA), som fusioneredes til OGC i april 2001 og dermed forsvandt som en selvstændig organisation. CCTA skabte ITIL som et svar på den voksende afhængighed af informationsteknologi til at imødekomme forretningsmål og behov.
Siden juli 2013 har ITIL været ejet af AXELOS Ltd, en joint venture mellem HM Cabinet Office og Capita Plc. AXELOS licenserer organisationer til at anvende ITIL intellectual property, accrediterer licenserede Examination Institutes - og forvalter opdateringer af ITIL-frameworket.

## Fordele ved ITIL
ITIL er fordelagtig på mange måder.
- Den er vidtfavnende.
- Den skaber et fælles fagsprog. ITIL definerer et glosar af nøje definerede termer, hvilket smidiggør kommunikation.
- Den er leverandøruafhængig

## ITIL 4
ITIL 4 ITIL Foundation book introducerer nogle nye begreber og videreudvikles i forhold til tidligere ITIL-versioner. ITIL 4 Foundation Book blev offentliggjort 18. februar 2019. I det følgende bibeholdes termer og begreber på engelsk. Der er to centrale ITIL 4 framework komponenter:
1. ITIL service value system' (ITIL SVS)[2]
2. Four dimensions model

### ITIL service value system
ITIL 4 definerer som den første centrale komponent service value system (SVS). Input er Demand/Opportunity og output er value. ITIL 4 har navngivet fem ITIL SVS kernekomponenter:

#### ITIL service value chain
ITIL 4 service value chain (SVC) tilbyder en operationel model med seks ITIL aktiviteter:
- Plan (planlægning)
- Improve
- Efterfølgende ITIL aktiviteter skal laves i den rækkefølge, der giver mening:
  - Engage
  - Design and transition
  - Obtain/Build
  - Deliver and support

(Input er Demand/Opportunity og output er value ligesom i SVS. SVC er indlejret i SVS)

#### ITIL practices
De velkendte ITIL processes er nu navngivet ITIL practices. ITIL practices grupperes som 14 general management practices, 17 service management practices - og tre technical management practices.

#### ITIL guiding principles
ITIL 4 guiding principles er centrale principper i service management og findes også i mange andre standarder og metoder såsom Lean, Agile, DevOps, COBIT, PRINCE2 og mange andre.
- Focus on value - Generer value (værdi) direkte eller indirekte.
- Start where you are - Bevar gode ITIL capabilities og forbedre hvor der er behov for det.
- Progress iteratively with feedback - Forbedre ofte i små skridt og mål dig frem.
- Collaborate and promote visibility - Lav transparent arbejde i teams, med stakeholders (interessenter) og partnere.
- Think and work holistically - Det er et End-to-End ansvar – servicen og SVS.
- Keep it simple and practical - Den rette størrelse og anvendelse af processer, værktøjer, resurser betyder noget.
- Optimize and automate - Manuelt arbejde er en fejl. Reserver menneskelig intervention til activities, når der virkelig er behov for dem.

#### Governance
Systemet, som leder og styrer organisationen.

#### Continual improvement
I ITIL SVS er der tre niveauer af continual improvement:
- ITIL continual improvement model, som er velkendt fra de tidligere ITIL-versioner.
  - What is the vision?
  - Where are we now?
  - Where do we want to be?
  - How do we get there?
  - Take action
  - Did we get there?
  - How do we keep the momentum going?
  - Gå til What is the vision? (uendelig løkke lig continual improvement)
- Forbedre service value chain activity, som bliver introduceret der (se ovenfor)
- continual improvement practice, som dækker dag-til-dag activities og som bliver beskrevet med de andre ITIL practices (se ovenfor)

### ITIL Four dimension model
Den anden centrale ITIL 4-komponent er four dimension model.
De four dimensions svarer til de tidligere 4 ITIL P'ere – people, products, partners, processes. Hver SVS-komponent bør overveje følgende four dimensions, som er:

#### Organizations and people
Mennesker er centrale i denne dimension og hver person skal have en klar bidragsforståelse i SVSen. Organisationen omfatter bl.a. formel struktur, kultur og det rette niveau af kapacitet og kompetence.

#### Information and technology products
Dette er her hvor informationen forvaltes i servicen og enhver anden supportende information og viden - inklusiv beskyttelse, forvaltning og arkivering. Teknologi er hoved main driver for fordele i service management. Dette kan være kunstig intelligens, maskinlæring, anvendelsen af mobile platforme, cloud-løsninger, samarbejdsværktøjer, automatiserede tests og automatiseret drift, såvel som vedvarende integrationsløsninger / vedvarende udviklingsløsninger / vedvarende ibrugtagningsløsninger.

#### Partners and suppliers
Hver service provider (serviceudbyder) anvender andre organisationer til at skabe deres egen ITIL value. Beslutningsstrategier vedrørende anvendelse af andre er influeret af deres egen fokusstrategi, organisationskultur, resursemangel, udgiftsovervejelser, subject matter expertise, eksterne begrænsninger - og efterspørgselsmønstre.

#### Value streams and processes
Value streams er en række af trin, som skaber ITIL-value som products or services. Hvert produkt eller service i en organisation skal være en definition af value stream-men.
Processer omformer med en mængde af ITIL activities fra input til output. Processer understøtter value streams. Der er political, economic, social, technological, legal og environmental (akronym: PESTLE) faktorer, som influerer en service provider.

### ITIL Practices
De velkendte ITIL processes er nu omdøbt til 34 practices. De er en del af ITIL SVS. Hver practice er i relation med de seks activities fra ITIL service value chain: plan, improve, engage, design and transition, obtain/build såvel som deliver and support.

#### General management practices
De 14 practices uden en service management specific focus er blevet navngivet general management practices.
- Strategy management
- Portfolio management
- Architecture management
- Service financial management
- Workforce and talent management
- Continual improvement - Driften, dag-til-dag delen af continual improvement såvel som den strategiske vinkel og forbedring af ITIL service value chain.
- Measurement and reporting
- Risk management - A link to ISO 31000:2018 Risk Management as a summary to have a step in.
- Information security management
- Knowledge management
- Organizational change management
- Project management
- Relationship management
- Supplier management

#### Service management practices
ITIL 4 navngiver 17 service management specific practices:
- Business analysis
- Service catalogue management
- Service design
- Service level management
- Availability management
- Capacity and performance management
- Service continuity management
- Monitoring and event management
- Service desk
- Incident management
- Service request management - (Omfatter både Request Fulfilment og Access Management fra ITIL V3)
- Problem management
- Release management - Inkluderer en forklaring om frigivelser i waterfall drevne miljøer og DevOps driven organisationer.
- Change control - (Tidligere kendt som change management)
- Service validation and testing
- Service configuration management
- IT asset management

#### Technical management practices
De tre technical management practices er:
- Deployment management
- Infrastructure and platform management
- Software development and management

## Oversigt over ITIL-strukturerne i ITIL version 2
ITIL defineres i en samling bøger, som giver guidelines for forskellige aspekter af data center management. Taget som et hele giver ITIL et vidtfavnende billede af hele feltet. Emnerne i de enkelte bøger kaldes sets. På nuværende tidspunkt er der otte. Sets er yderligere inddelt i discipliner, som hver især fokuserer på et specifikt emne.
De otte sets og deres discipliner er:
1. Service Delivery. Hvilke services skal datacenter yde for i tilpas omfang at understøtte forretningen.
  1. IT Financial Management
  2. Capacity management
  3. Availability Management
  4. IT Continuity Management
  5. Service Level Management
2. Service Support. Hvorledes sikrer data center at kunden har adgang til passende services.
  1. Change Management
  2. Release Management
  3. Problem Management
  4. Incident Management
  5. Configuration Management
  6. Service Desk
3. Planning to Implement Service Management. Hvorledes startes processen med at skifte til ITIL. Den forklarer de nødvendige trin at tage for at undersøge hvorledes en organisation kan forvente gavn af ITIL.
4. Security Management.
5. ICT Infrastructure Management. Hvilke processer, organisering og værktøjer er nødvendige for at få en stabil IT og kommunikationsinfrastruktur. Dette er grundlaget for ITIL service management processerne.
  1. Network service Management
  2. Operations Management
  3. Management of local processors
  4. Computer installation and acceptance
  5. Systems Management
6. The Business Perspective. Forklarer centrale principper og krav til forretningsorganisation og styring og hvorledes disse relaterer til udvikling, levering og support af IT service.
7. Application Management. Hvorledes man styrer softwareudvikling og software applikationers livsforløb.
8. Software Asset Management. Hvordan holder man styr på softwarelicenser i forhold til processer og CMDB.